# Uralmaix
|  | Per a altres significats, vegeu «Uralmaix (desambiguació)». |

Uralmaix (rus : Уралмаш) és una empresa russa d'enginyeria mecànica per a les indústries metal·lúrgica, extractiva i energètica, ubicada a Iekaterinburg. Disposa d'una de les instal·lacions industrials més grans de Rússia, creada l'any 1933, i desde l'any 2016 forma part del grup UZTM-Kartex, la divisió de fabricació de maquinària de Gazprombank.
Uralmaix és una abreviatura de Uralski Maixinostroitelni Zavod (Уральский Машиностроительный Завод), literalment Planta de construcció de maquinària pesant dels Urals, per això també ha estat coneguda per les sigles UZTM. 'Històricament, també es va anomenar Uralski Zavod Tiajelogo Maixinostroienia (Уральский Завод Тяжелого Машиностроения), i durant un temps portà també el nom Ordjonikidze en honor de Grigori Ordjonikidze.
Uralmaix es va projectar durant el primer Pla Quinquennal (1928-1933) de la Unió Soviètica, en el marc de la política d'industrialització de Stalin, en un emplaçament (Sverdlovsk) amb llarga història en la metal·lúrgia extractiva. La planta va entrar en funcionament el 1933, fabricant equips originals (màquines, premses, laminadores, grues, perforadores) per a les grans empreses mineres i metal·lúrgiques del país. Durant la Segona Guerra Mundial, la fàbrica es redirigí a la producció d'armament, i sota la direcció de Borís Muzrukov s'hi fabricaren blindatges per a tancs, obusos M-30, els tancs T-34 i els caçatancs SU-122, SEU-85 i SU-100, a més de canons autupropulsats.
Després de la guerra, Uralmaix seguí produint equips per a la metal·lúrgia, i inicià la fabricació a gran escala de plataformes de perforació i dragalines, que van tenir una gran importància en el desenvolupament de la indústria petroquímica soviètica, ja que més de 14000 equips de perforació es van destinar a les plantes extractives de regions com la Sibèria occidental, el Caucas o l'Àsia central, entre d'altres. Alguns dels equips dissenyats i fabricats per Uralmaix van permetre assolir una profunditat de perforació de 13 km, com en el projecte del Pou de Kola de Múrmansk, on es van utilitzar les perforadores Uralmash-4E i Uralmash-15000.
La fi del règim soviètic va suposar la privatització d' Uralmaix, procés que va fer entrar l'empresa en un període de decadència. El magnat Kakha Bendukidze va adquirir prop d'un 20% de la propietat en condicions privilegiades, com succeí en moltes adquisicions dels nous oligarques russos d'aquells anys, i el 1996 l'empresa passa a formar part del grup OMZ. Fins aleshores, el conglomerat Uralmaix s'havia fragmentat i fou víctima del control per part d'una nova organització criminal que adoptà el nom de l'empresa, el clan Uralmaix. Oleg Belonenko, director de l'empresa, fou assassinat l'any 2000 víctima d'una d'aquestes 
extorsions. A mitjans de la dècada de 2010|, Uralmaix va situar-se com l'empresa russa líder en exportació de maquinària industrial, que l'han portat a tenir presència a un mercat globalitzat. Un exemple d'això és la joint venture amb SRB International per a fabricar maquinària per a la indústria minera de l'Índia. L'any 2016 va passar a formar part d'una divisió de Gazprombank,